# Блакитний патруль
«Блакитний патруль» (рос. «Голубой патруль») — український радянський художній фільм, знятий в 1974 році режисером Тимуром Золоєвим.

## Сюжет
В одне село, яке розташоване на березі лиману, приїжджають нова вчителька географії та її брат, інспектор, тут же призначений начальником рибнагляду.
Незважаючи на опір місцевих односельчан, інспектору рибнагляду разом з вчителькою і сільськими хлопцями вдається притягти до відповідальності браконьєрів…

## У ролях
- Ваня Кожухарь —  Толя Сімагін
- Владик Комаров —  Вітя Білоус
- Юрій Параскевич —  Саша Топейко
- Сергій Зуйков —  Груша
- Наталія Борисевич —  Ера
- Тоня Грамма —  Катя
- Дмитро Миргородський —  Андрій Петрович Громов, інспектор, начальник рибнагляду
- Галина Логінова —  Тетяна Петрівна, вчитель географії
- Валерій Куксін —  Жора Дахно, браконьєр
- І. Жаров —  Хомич, старий, ватажок браконьєрів
- В. Ізмайлов —  Верещак, браконьєр
- Микола Мерзлікін —  Лопатін, браконьєр
- Лев Перфілов —  «Боязливий», браконьєр
- Ніна Антонова —  мати Толі Сімагіна
- Віктор Поліщук —  Богдан Семенович Храмусь, директор школи
- Андрій Гончар
- С. Мощинський
- Юрій Муравицький —  батько Віті Білоуса
- Віктор Плотников —  житель станиці
- О. Теремець

## Знімальна група
- Автори сценарію: Владлен Кагарлицький, Олександр Чувилєв
- Режисер-постановник: Тимур Золоєв
- Оператори-постановники: Євген Козинський, Микола Луканьов
- Художник-постановник: Володимир Шинкевич
- Композитор: Євген Геворгян
- Редактор: Наталя Рисюкова
- Директор картини: Г. Ташчан